# Seattle-Tacoma International Airport
Seattle-Tacoma International Airport (IATA: SEA, ICAO: KSEA), ook wel bekend als Sea-Tac Airport, ligt in de Amerikaanse staat Washington. De luchthaven geldt als de luchthaven van Seattle en Tacoma, waar de naam dan ook vandaan komt. 
Seattle-Tacoma International Airport is de thuisbasis van Alaska Airlines en dochteronderneming Horizon Air. Ook United Airlines voert veel vluchten uit vanaf de luchthaven.
Seattle-Tacoma International Airport heeft directe verbindingen met Noord-Amerika, Europa en Azië.

## Geschiedenis
Seattle-Tacoma International Airport werd in 1944 door de Port of Seattle gebouwd om de burgers te kunnen dienen. Commerciële vluchten werden gestart na de Tweede Wereldoorlog. In 1949 werd de luchthaven internationaal door de start van Northwest Airlines vluchten naar Tokio.

## Boeing Field
Ten noorden van Sea-Tac ligt Boeing Field, officieel King County International Airport, dat vernoemd is naar de oprichter van Boeing.